# Фислисбах
Фислисбах (нем. Fislisbach) — коммуна в Швейцарии, в кантоне Аргау.
Входит в состав округа Баден-Аргау.  Население составляет 4966 человек (на 31 декабря 2007 года). Официальный код  —  4027.

## Фотографии

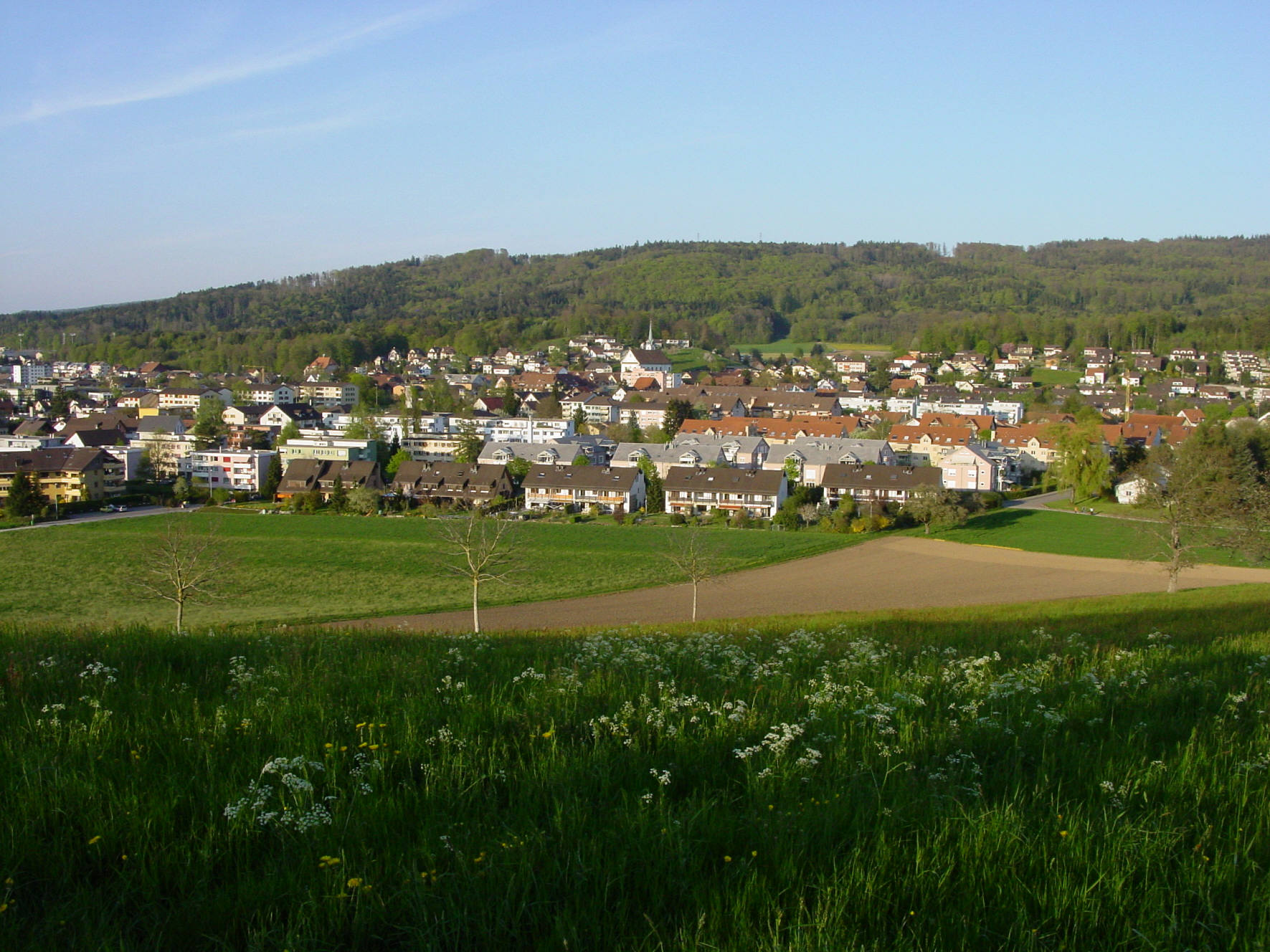
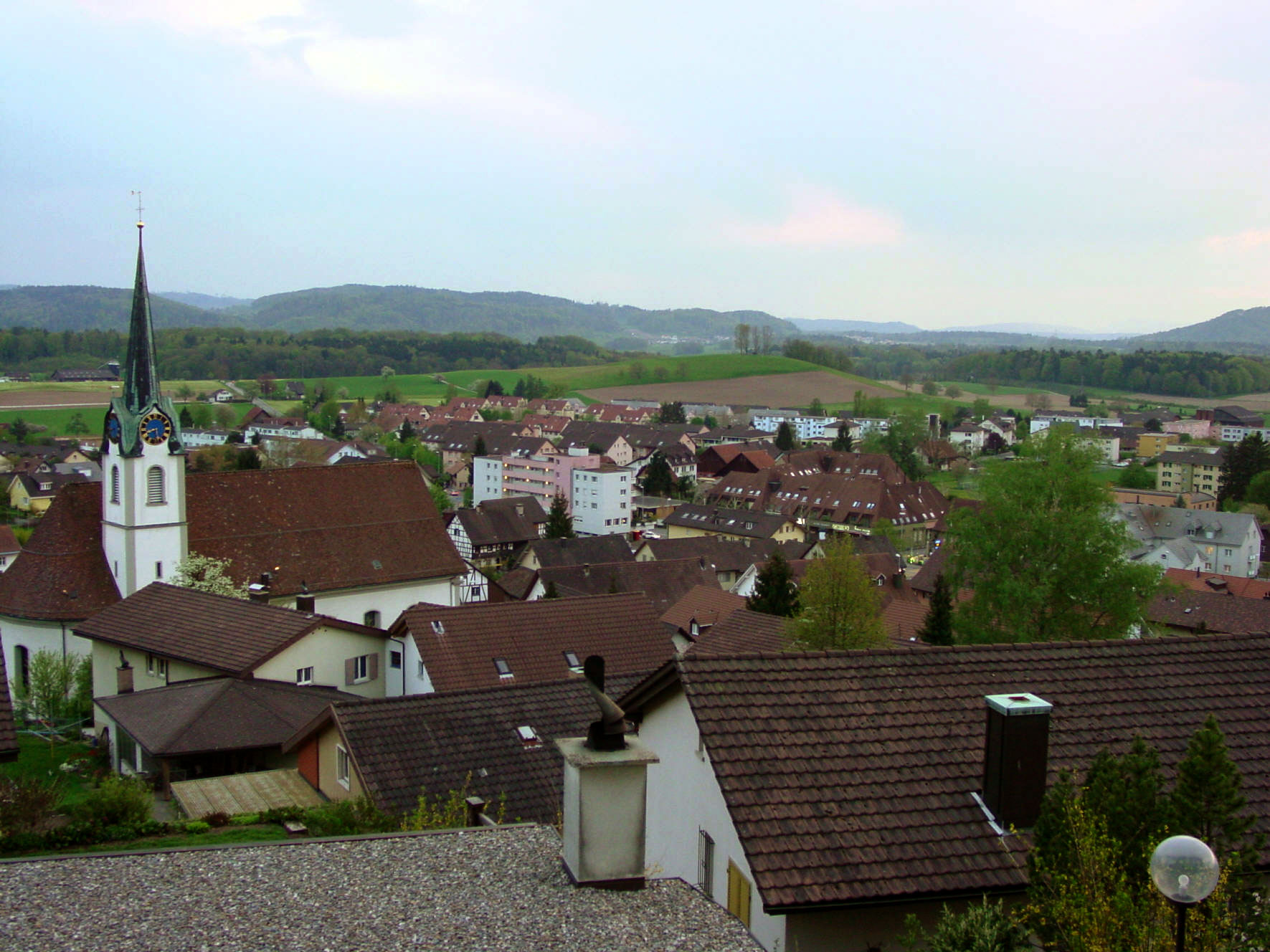
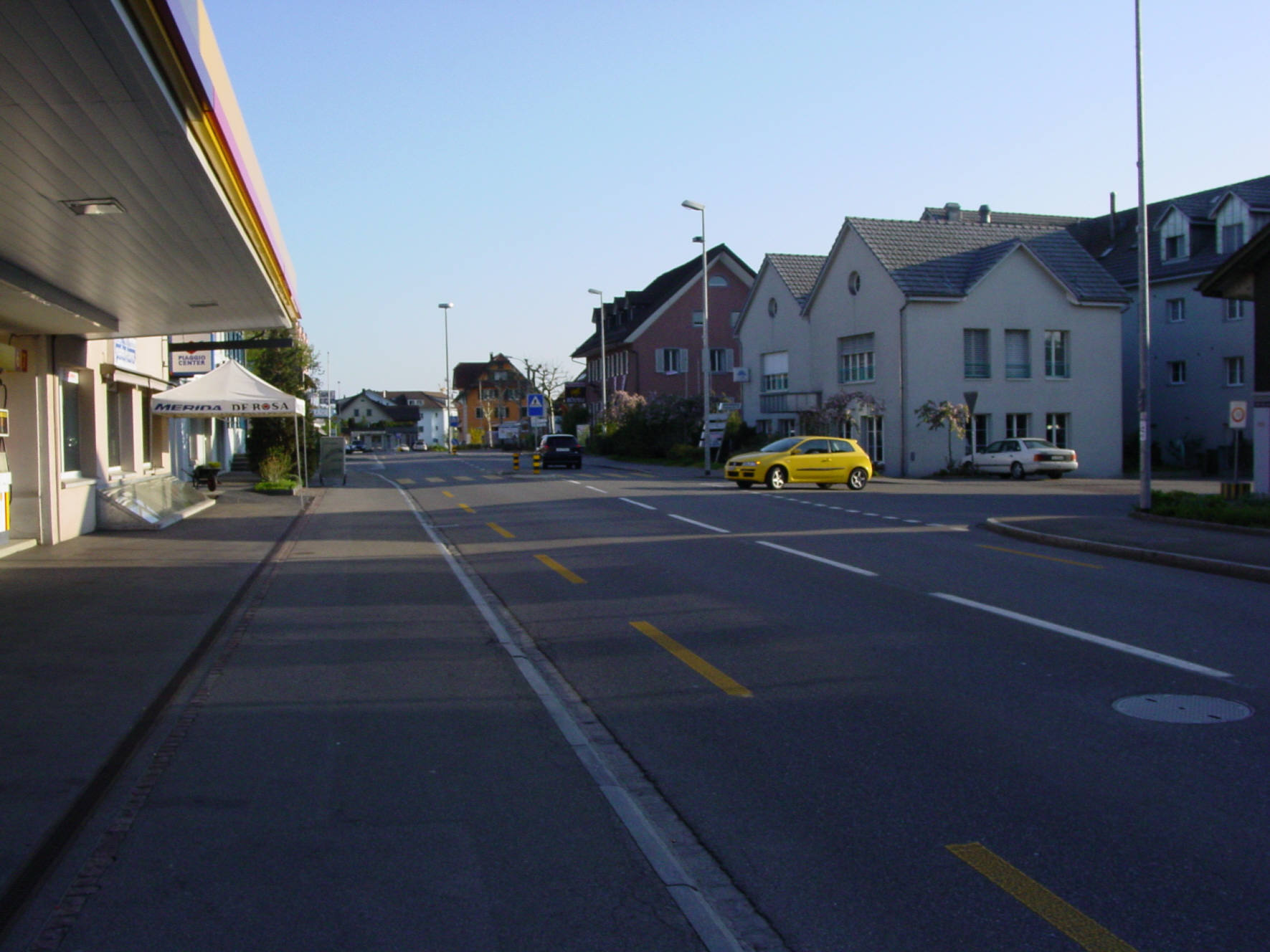
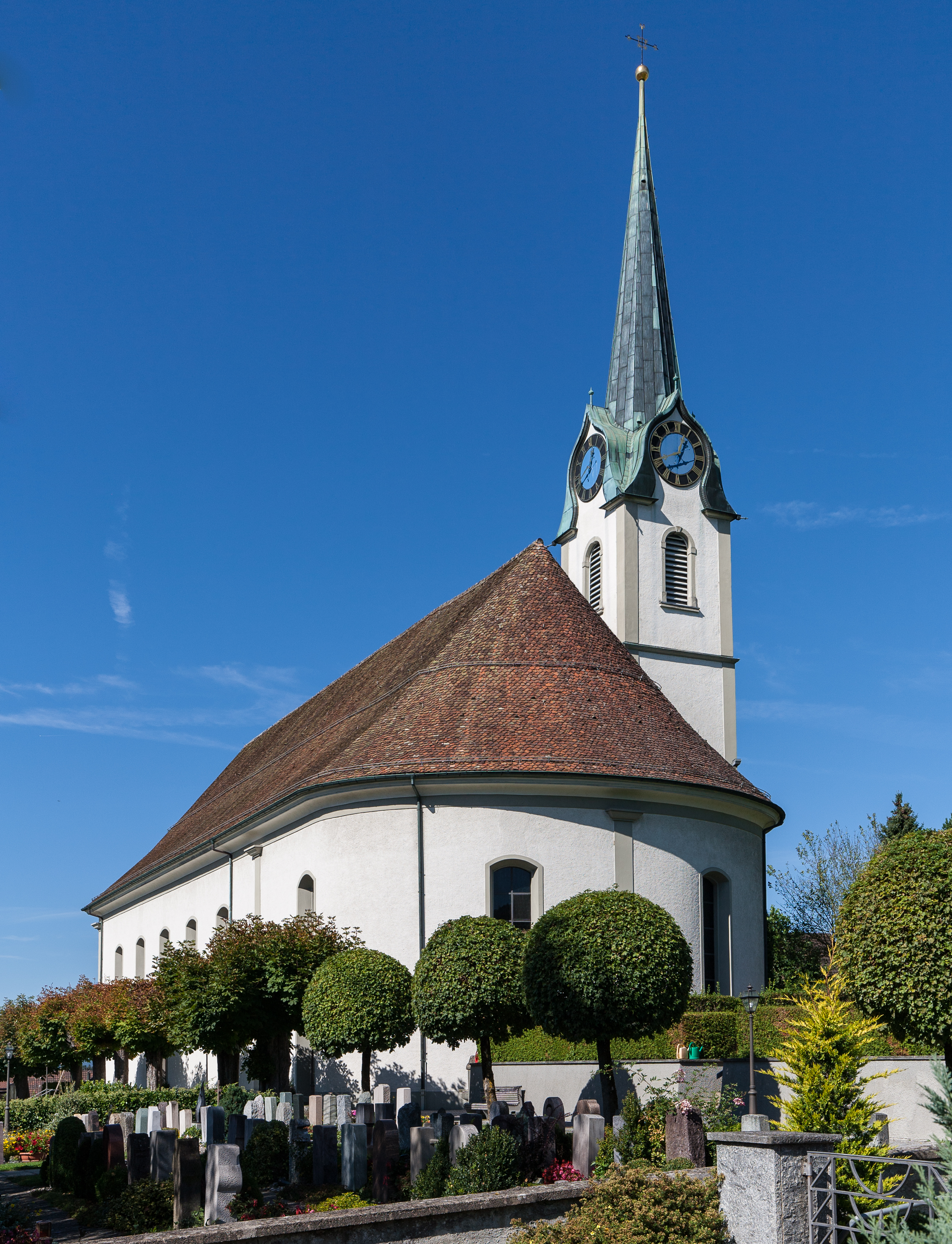
Римско-католическая церковь Святой Агаты